# Jerzy Sieńko
Jerzy Sieńko (ur. 14 kwietnia 1965 w Szczecinie) – polski specjalista chirurgii ogólnej i onkologicznej, transplantolog, profesor nauk medycznych, profesor Kliniki Chirurgii Ogólnej i Transplantacyjnej Wydziału Lekarskiego z Oddziałem Nauczania w Języku Angielskim Pomorskiego Uniwersytetu Medycznego w Szczecinie.

## Życiorys
Absolwent Pomorskiej Akademii Medycznej w Szczecinie. 10 czerwca 2003 obronił pracę doktorską Ocena wpływu wybranych czynników immunologicznych i nieimmunologicznych na wczesną i odległą funkcję przeszczepionej nerki i został zatrudniony na stanowisku adiunkta w Klinice Chirurgii Ogólnej i Transplantacyjnej na Wydziale Lekarskim Pomorskiego Uniwersytetu Medycznego w Szczecinie.
23 września 2014 habilitował się na podstawie pracy zatytułowanej Wpływ mikrochimeryzmu i układu immunologicznego biorcy na czynność nerki przeszczepionej. 21 września 2020 nadano mu tytuł profesora w zakresie nauk medycznych i nauk o zdrowiu. 
Był profesorem Kliniki Chirurgii Ogólnej i Transplantacyjnej Wydziału Lekarskiego z Oddziałem Nauczania w Języku Angielskim Pomorskiego Uniwersytetu Medycznego w Szczecinie. Obecnie pracuje w Oddziale Chirurgii Ogólnej i Transplantacyjnej z Pododdziałem Chirurgii Onkologicznej Samodzielnego Publicznego Wojewódzkiego Szpitala Zespolonego przy ul. Arkońskiej w Szczecinie. Jako transplantolog przeszczepił ponad 300 nerek. Członek Krajowej Rady Transplantacyjnej przy Ministrze Zdrowia i konsultant wojewódzki w dziedzinie chirurgii ogólnej. Zastępca Okręgowego Rzecznika Odpowiedzialności Zawodowej przy Okręgowej Izbie Lekarskiej w Szczecinie.
Działa w Maltańskiej Służbie Medycznej. Odznaczony Srebrnym Medalem Pro Meritio Melitiensi. Organizator akcji krwiodawstwa. W ramach fundacji HARAMBEE zainicjował pomoc medyczną szczecińskich lekarzy w Wambie w Kenii. W 2019 otrzymał tytuł i medal zasłużonego obywatela Szczecina.
Przez dwie kadencje, od 2006 do 2014, był radnym Rady Szczecina z ramienia Platformy Obywatelskiej.